# Giovane Montagna
La Giovane Montagna è una associazione alpinistica italiana fondata nel 1914.
Ha sede a Torino. Mette a disposizione dei soci e degli amanti della montagna alcune case per ferie ed alcuni bivacchi. Pubblica la Rivista di Vita Alpina.

## Storia
È stata fondata a Torino nel 1914 da 12 giovani con lo scopo di praticare l'alpinismo senza dimenticare i valori umani e cristiani. Tra i suoi soci è stato presente Pier Giorgio Frassati.

## Sezioni
Attualmente l'associazione consta delle seguenti sezioni: Cuneo  • Genova • Ivrea • Mestre • Milano • Modena • Moncalieri • Padova • Pinerolo • Roma • Torino • Venezia • Verona • Vicenza. 
Ad esse si aggiunge la Sottosezione Pier Giorgio Frassati che è attualmente inserita nell`ambito della Presidenza Centrale della Giovane Montagna e si rivolge ad appassionati di montagna e Soci distribuiti sull`intera nazione che non hanno la possibilità di avvicinare materialmente l'associazione nel proprio territorio.

## Bivacchi
La Giovane Montagna gestisce i seguenti bivacchi: Bivacco ai Mascabroni (m. 2932); Bivacco Carlo Pol (m. 3179); Bivacco Gino Carpano (m. 2865); Bivacco Gino Rainetto (m. 3046); Bivacco Giuseppe Cavinato (m. 2845); Bivacco Luigi Ravelli (m. 2860); Bivacco Moncalieri (m. 2710); Bivacco Renato Montaldo (m. 3200); Bivacco Sergio Baroni (m. 1732); Bivacco Angelo Valmaggia; Rifugio Santa Maria (m. 3538)